# París-Tours 1975
La París-Tours 1976 fue la 69.ª edición de la clásica París-Tours. Se disputó el 28 de septiembre de 1975 y el vencedor final fue el belga Freddy Maertens del equipo Carpenter-Confortluxe-Flandria.

## Clasificación general[1]
|    | Ciclista           | Equipo                         | Tiempo     |
| -- | ------------------ | ------------------------------ | ---------- |
| 1  | Freddy Maertens    | Carpenter-Confortluxe-Flandria | 5h 59' 21" |
| 2  | Frans Van Looy     | Molteni-Campagnolo             | m.t.       |
| 3  | Roger De Vlaeminck | Brooklyn                       | m.t.       |
| 4  | Frans Verbeeck     | Maes-Watney                    | m.t.       |
| 5  | Jan Raas           | TI-Raleigh                     | m.t.       |
| 6  | Marc Renier        | IJsboerke-Colner               | m.t.       |
| 7  | Gerrie Knetemann   | Gan-Mercier-Hutchinson         | m.t.       |
| 8  | René Pijnen        | TI-Raleigh                     | m.t.       |
| 9  | Eddy Merckx        | Molteni-Campagnolo             | m.t.       |
| 10 | Cees Priem         | Frisol-G.B.C.-Gazelle          | m.t.       |